# Guatemala nos Jogos Pan-Americanos de 1999
A Guatemala competiu nos Jogos Pan-Americanos de 1999, em Winnipeg, no Canadá.